# Gábor Tüskés

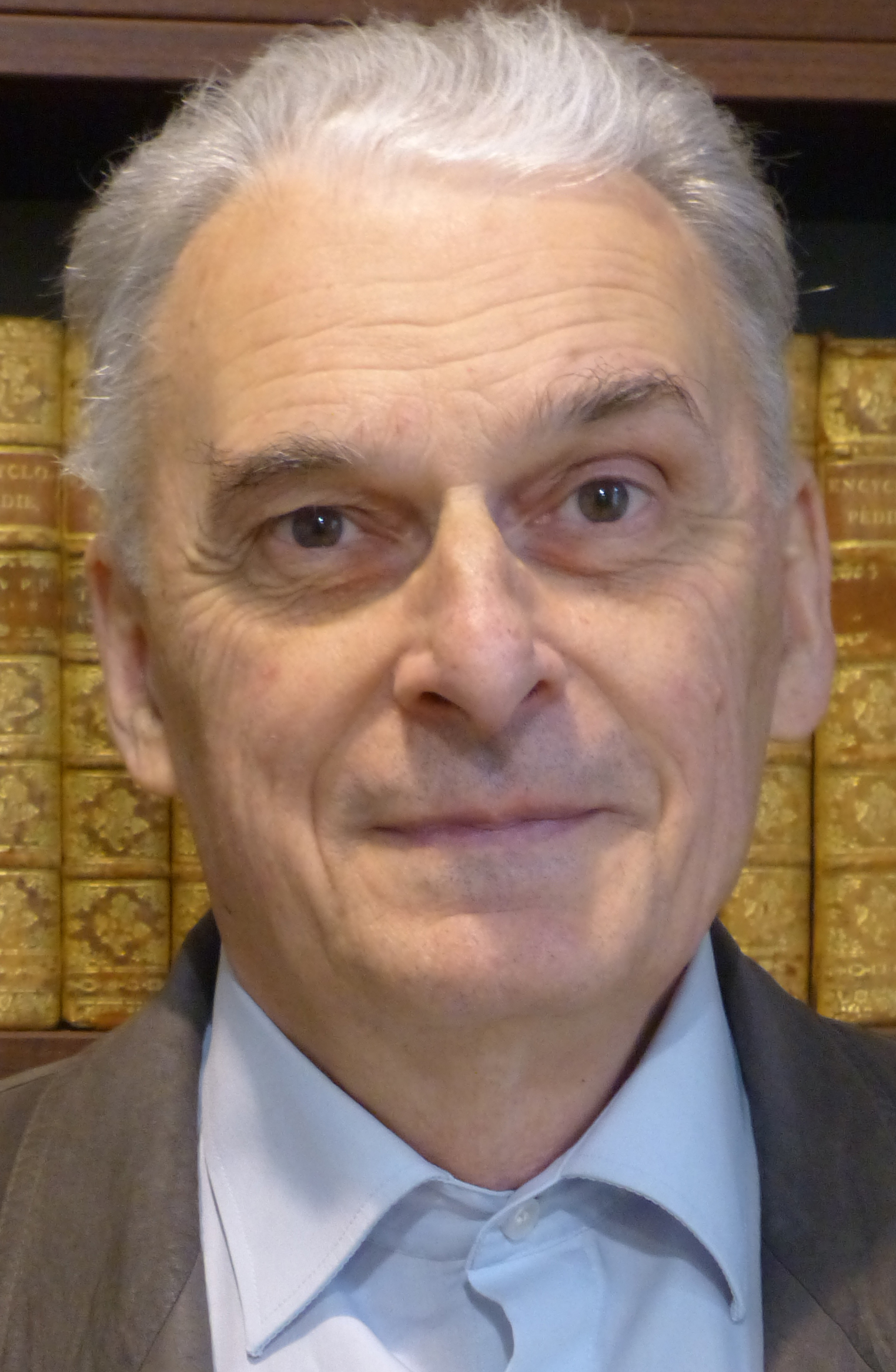
Gábor Tüskés, 2025

Gábor Tüskés (* 13. September 1955 in Pécs) ist ein ungarischer Literaturhistoriker, Germanist, Volkskundler und Humboldt-Forschungspreisträger.

## Leben
Nach seinem Abitur studierte Gábor Tüskés Germanistik, Geschichte und Volkskunde an der Eötvös-Loránd-Universität Budapest (ELTE) und schloss 1980 mit dem Staatsexamen ab. Von 1980 bis 1982 war er Vertragsmitarbeiter am Institut für Volkskunde der Ungarischen Akademie der Wissenschaften (UAW), von 1983 bis 1986 war er Stipendiat des Wissenschaftlichen Qualifikationsausschusses der UAW, zwischen 1987 und 1989 war er Stipendiat der UAW und der Soros-Stiftung. Von 1989 bis 1990 war er Forschungsstipendiat der Alexander von Humboldt-Stiftung am Institut für Germanistik der Universität Würzburg. 1984 promovierte er, 1987 wurde er Kandidat der Wissenschaften (CSc) der UAW. Ab 1991 war er wissenschaftlicher Mitarbeiter, ab 1992 Hauptmitarbeiter und ist ab 2000 Leiter und wissenschaftlicher Rat der Abteilung für das 18. Jahrhundert am Institut für Literaturwissenschaft der UAW (zurzeit Geisteswissenschaftliches Forschungszentrum des Ungarischen Forschungsnetzwerks HUN-REN). Seit 1997 ist er Doktor der Literaturwissenschaft (DSc) der UAW. Von 2000 bis 2003 war er Széchenyi-Professor. Er habilitierte 2004 und wurde zum außerplanmäßigen Professor der Eszterházy Károly-Hochschule Eger ernannt. Seit 2005 ist er Privatdozent der ELTE. Von 2006 bis 2015 leitete er den „ad personam“ Lehrstuhl für Komparatistik in Eger, von 2016 bis 2018 war er dort Professor am Institut für Ungarische Literaturwissenschaft. 
1993 war er chercheur associé der CNRS in Paris, 1994 Mellon Foundation Fellow in Wolfenbüttel, 1996 und 1998 British Academy Visiting Scholar am Warburg Institute in London sowie 1998 und 2010 Alexander von Humboldt-Stiftung-Gastwissenschaftler am Institut für Germanistik der RWTH Aachen. 
Seit 2001 ist er Vorstandsmitglied der Grimmelshausen-Gesellschaft, von 2003 bis 2015 war er Mitglied des Ausschusses für Literaturwissenschaft der UAW, von 2005 bis 2007 war er Vorsitzender der Jury „Ungarische Literaturwissenschaft – Moderne Philologie“ des Nationalen Forschungsfonds (OTKA). Seit 2008 ist er stellvertretender Vorsitzender des Komitees für Literatur- und Kulturwissenschaften der UAW und der Österreichischen Akademie der Wissenschaften, 2009/2010 war er Mitglied der Arbeitsgruppe für Hochschulwesen der UAW, von 2010 bis 2016 war er Mitglied des Doktoranden-Rats der Eszterházy Károly-Hochschule.

## Arbeit
Seine Forschungsschwerpunkte sind die ungarische Literatur des 18. Jahrhunderts, Geschichte der Literaturwissenschaft und der Literaturkritik, deutsch-ungarische und französisch-ungarische Literaturbeziehungen, neulateinische Literatur, Erzählliteratur der Frühen Neuzeit, Text-Bild-Relationen, das Werk von János Nádasi, Ferenc Rákóczi II. und Kelemen Mikes. Gábor Tüskés veröffentlichte über fünfzig Bücher und etwa dreihundert Aufsätze in internationalen Fachzeitschriften und Sammelbänden. Er hielt zahlreiche Vorträge an Universitäten in Deutschland, Frankreich, England sowie Mittel- und Ostmitteleuropa. Er ist Mitautor mehrerer internationaler Handbücher, darunter der Enzyklopädie des Märchens (1977–2015), des Marienlexikons (1988–1994) und des Companion to Emblem Studies (2008). Über seine Schriften wurden etwa hundertachtzig Rezensionen veröffentlicht, etwa ein Drittel davon in internationalen Fachzeitschriften. Er leitete mehrere Forschungsprojekte des Nationalen Forschungsfonds, darunter die Arbeiten des digitalen Mikes-Wörterbuchs. Seit 2002 organisierte er mehrere internationale Tagungen und Humboldt-Kollegs, zum Teil in Kooperation mit deutschen Partnerinstituten.

## Schriften (Auswahl)
Monographien, Aufsatzsammlungen
- mit Zoltán Szilárdfy und Éva Knapp: Barokk kori kisgrafikai ábrázolások magyarországi búcsújáróhelyekről [Barockzeitliche Andachtsbilder aus ungarischen Wallfahrtsorten], Budapest 1987 (Bibliotheca Universitatis Budapestinensis Fontes et Studia 5). (online)
- mit Éva Knapp: Volksfrömmigkeit in Ungarn. Beiträge zur vergleichenden Literatur- und Kulturgeschichte, Dettelbach 1996 (Quellen und Forschungen zur europäischen Ethnologie 18).
- Johannes Nádasi. Europäische Verbindungen der geistlichen Erzählliteratur Ungarns im 17. Jahrhundert, Tübingen 2001 (Frühe Neuzeit 62)
- mit Éva Knapp: Emblematics in Hungary. A study of the history of symbolic representation in renaissance and baroque literature, Tübingen 2003 (Frühe Neuzeit 86).
- mit Éva Knapp: Germania Hungaria litterata. Deutsch-ungarische Literaturverbindungen in den frühen Neuzeit, Berlin 2008 (Studium Litterarum 15)
- Zur Metamorphose des Schelms im modernen Roman. Jenő J. Tersánszky: Marci Kakuk, Münster, 2015 (Wissenschaftliche Schriften der WWU Münster, Reihe XII, Bd. 14).
- mit Éva Knapp: Litterae Hungariae. Transformationsprozesse im europäischen Kontext (16–18. Jahrhundert), Münster, 2018 (Wissenschaftliche Schriften der WWU Münster, Reihe XII, Bd. 20).

Historisch-kritische Textausgaben
- Kelemen Mikes: Lettres de Turquie. Édition critique sous la direction de Gábor Tüskés. Avant-propos de'Antal Szerb. Introduction par Jean Bérenger. Traduction par Krisztina Kaló et Thierry Fouilleul. Étude et notes établies par Ferenc Tóth. Édition revue et préparée par Michel Marty, Paris 2011 (Bibliothèque d’études de l’Europe centrale, Série „Littérature“ 7).
- François II Rákóczi: Confession d’un pécheur. Traduite du latin par Chrysostome Jourdain. Édition critique avec introductions et notes établies sous la direction de Gábor Tüskés. Avant-propos de Jean Garapon. Avec la collaboration de Csenge E. Aradi, Ildikó Gausz, Zsuzsanna Hámori Nagy, Réka Lengyel, Zsolt Szebelédi, Ferenc Tóth et Anna Tüskés. Édition revue et préparée par Michel Marty, Paris Champion, 2020 (Bibliothèque d’études de l’Europe centrale, Série „Littérature“ 25).

Wissenschaftliche Textausgaben
- Hrsg. mit Ilona Kovács und Béla Köpeczi: Correspondance de François II Rákóczi et de la Palatine Elżbieta Sieniawska 1704-1727, Budapest 2004.
- Hrsg. mit Péter Lőkös: Obsidio Agriae Anno 1552. Texte zur Rezeption eines ungarischen Geschichtsstoffes, Eger 2008.
- Hrsg. mit Réka Lengyel: Learned Societies, Freemasonry, Sciences and Literature in 18th-century Hungary: A Collection of Documents and Sources, Budapest 2017.

Herausgegebene Bände und Sammelbände
- Hrsg. mit Dieter Breuer: Das Ungarnbild in der deutschen Literatur der frühen Neuzeit: Der Ungarische oder Dacianische Simplicissimus im Kontext barocker Reiseerzählungen und Simpliziaden, Bern 2005 (Beihefte zu Simpliciana 1).
- Hrsg. mit Dieter Breuer, unter Mitarbeit von Rumen István Csörsz und Béla Hegedüs: Fortunatus, Melusine, Genovefa: Internationale Erzählstoffe in der deutschen und ungarischen Literatur der Frühen Neuzeit, Bern 2010 (Beihefte zu Simpliciana 6).
- Hrsg. unter Mitarbeit von Bernard Adams, Thierry Fouilleul und Klaus Haberkamm: Literaturtransfer und Interkulturalität im Exil = Transmission of Literature and Intercultural Discourse in Exile = Transmission de la littérature et interculturalité en exil. Das Werk von Kelemen Mikes im Kontext der europäischen Aufklärung = The Work of Kelemen Mikes in the Context of Europen Enlightment = L’oevre de Kelemen Mikes dans le contexte des Lumière européennes, Bern 2012.
- Hrsg. mit Dieter Breuer, unter Mitarbeit von Réka Lengyel: Aufgeklärte Sozietäten, Literatur und Wissenschaft in Mitteleuropa, Berlin 2019 (Frühe Neuzeit 229).
- Hrsg. mit Wilhelm Kühlmann, in Verbindung mit Réka Lengyel und Ladislaus Ludescher: Ungarn als Gegenstand und Problem der fiktionalen Literatur (ca. 1550–2000), Heidelberg 2021.

Komplette Publikationsliste:
Ungarische Sammlung wissenschaftlicher Werke – Profilseite von Gábor Tüskés.

## Ehrungen
- 2004: Klaniczay-Preis (mit Éva Knapp)[5]
- 2012: Tarnai Andor-Preis[6]
- 2015: Humboldt-Forschungspreis[7]
- 2018: Hl. Ladislaus-Preis[8]